# Défiler
«Défiler» — пісня бельгійського співака Stromae. Він вийшов 27 квітня 2018 року як сингл. Він потрапив до топ-10 у чартах Валлонії та Франції.

## Чарти
| Чарт (2018)                 | Пікові позиції |
| --------------------------- | -------------- |
| Бельгія (Ultratop Flanders) | 29             |
| Бельгія (Ultratop Wallonia) | 7              |
| Франція (SNEP)              | 40             |
| Угорщина (Single Top 40)    | 39             |